# تلت التلاتة (مسلسل)
تلت التلاتة، مسلسل تلفزيوني مصري عرض في عام 2023، المسلسل من تأليف هبة الحسيني ومن إخراج حسن صالح، ومن بطولة غادة عبد الرازق، ليلى أحمد زاهر، مي سليم ، صلاح عبدالله، أحمد مجدي، مصطفى درويش ومحمد القس.

## قصة المسلسل
حياة مضطربة لثلاثة توائم متطابقة: فرح، فريدة، فريال، يتعاملن مع الحسرة والخيانة والانتقام، وبعض النجاح ونشوة النصر أحيانا، قصة درامية جريئة وتفاصيل متسارعة متداخلة تحبس الأنفاس.